# 고드름

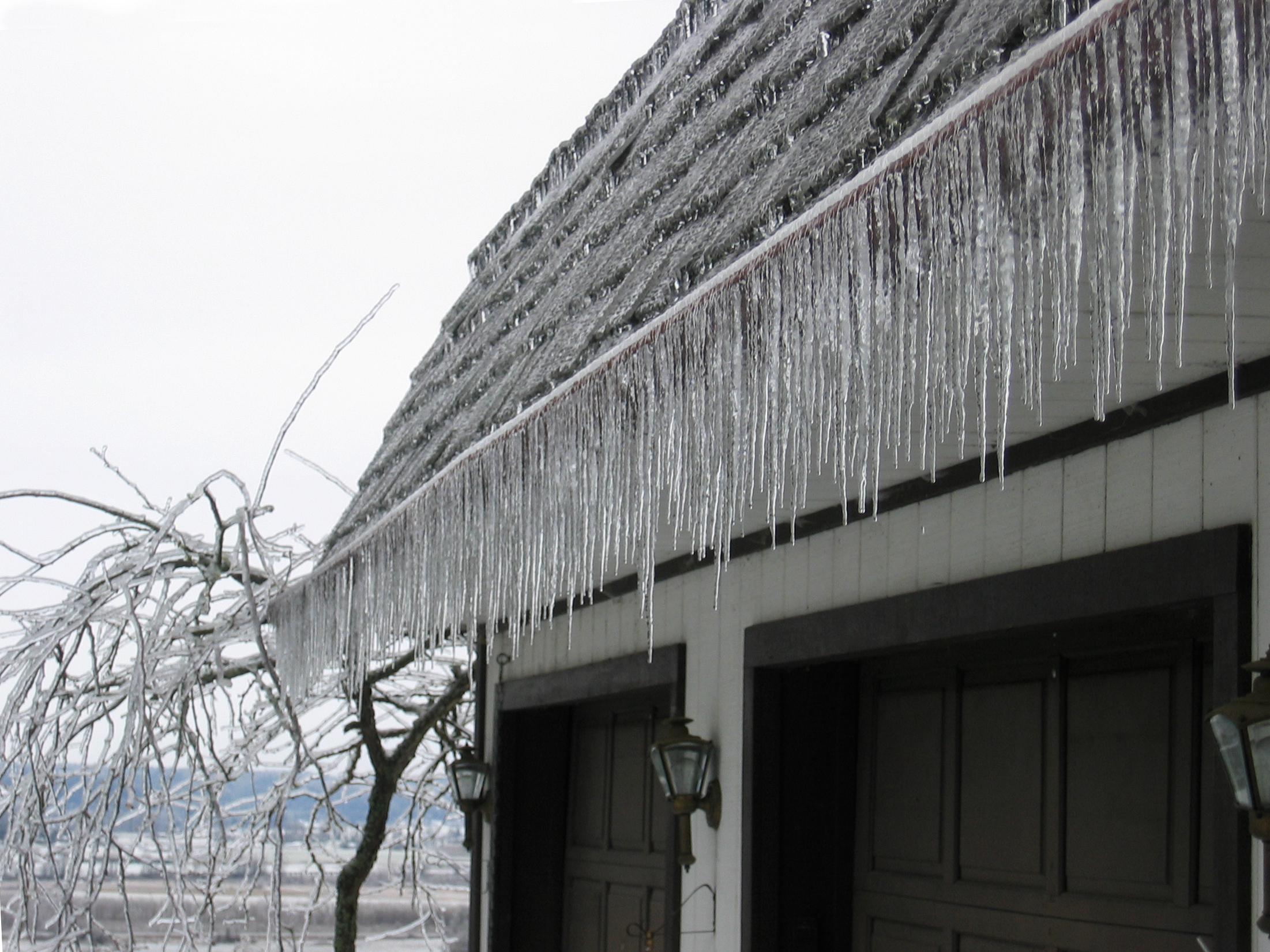
처마 밑에 나란히 맺힌 고드름의 모습.

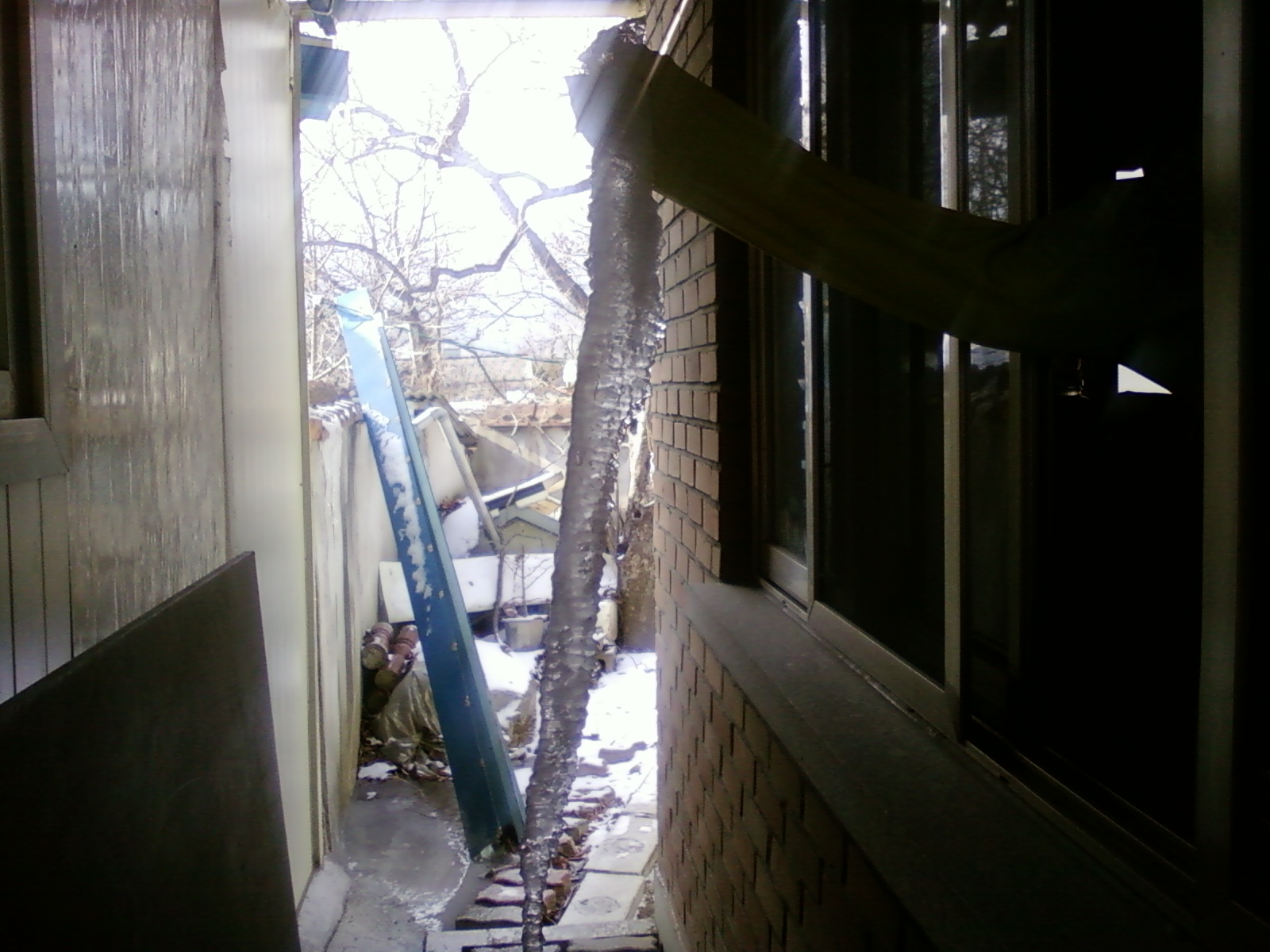
큰 고드름의 모습.

고드름(영어: Icicle)은 처마 밑이나 물이 흘러 떨어질 만한 물체의 끝에서 물이 떨어지면서 얼은 기다란 얼음을 일컫는다. 또한 고드름은 중력의 영향을 받아 물이 흘러 떨어지는 가운데 주위의 온도가 물의 어는점인 약 0°C이하이면 물이 얼음으로 얼기 시작하는데 흐르는 물의 운동 에너지(kinetic energy)에 의해 바로 얼지 못하고 흘러 떨어지면서 얼기 때문에 보통 기다랗고 뾰족한 원뿔형을 갖는다.

## 같이 보기
- 얼음
- 종유석